# Ivatherm
Ivatherm este o companie producătoare de cosmetice din România.
A fost înființată în anul 2005 de Rucsandra Hurezeanu și este prima companie românească de dermocosmetice.
Firma aduce pe piață produse pe bază de apă termală de la Herculane.
Cifra de afaceri:
- 2011: 1,45 milioane euro[3]
- 2008: 2 milioane euro[1]